# The Powerpuff Girls Movie
The Powerpuff Girls Movie (bra: As Meninas Superpoderosas - O Filme; prt: As Powerpuff Girls - O Filme) é um filme de animação estadunidense de 2002, dos gêneros comédia dramática, aventura e ação, dirigido por Craig McCracken para a Cartoon Network Studios, baseado na telessérie animada The Powerpuff Girls, do canal Cartoon Network.
Trata-se de uma prequela da série original, que conta a história de como as Powerpuff Girls foram criadas até se tornarem as defensoras de Townsville. Nos cinemas, um curta da série Dexter's Laboratory, também do Cartoon Network, chamado "Chicken Scratch" foi exibido nas seções antes de The Powerpuff Girls Movie; este curta, mais tarde, seria exibido como parte da quarta temporada de Dexter's.
O filme foi lançado nos cinemas norte-americanos em 3 de julho de 2002 pela Warner Bros. Pictures. The Powerpuff Girls Movie recebeu resenhas positivas dos críticos, embora tenha sido considerado um fracasso comercial pela Warner ao faturar apenas US$ 16,4 milhões nas bilheterias do mundo.

## Enredo
O professor Utônio está em seu laboratório utilizando uma mistura que envolve açúcar, tempero e tudo que há de bom para criar as "garotinhas perfeitas" que possam ajudar a violenta e desprotegida Townsville a se tornar uma cidade mais tranquila e livre de seus crimes e injustiças. Ele, no entanto, é empurrado por seu mascote e assistente de laboratório, o destruidor chimpanzé Mojo Jojo, fazendo com que ele acidentalmente quebre e derrame um frasco de Elemento X na mistura, que explode na cara de Loco. O experimento foi bem-sucedido, produzindo três meninas que o professor nomeia Florzinha, Lindinha e Docinho; Utônio também descobre que as garotas obtiveram superpoderes com a adição acidental do Elemento X. Apesar da inocente imprudência das garotas com seus poderes, as três imediatamente conquistam o amor do professor como se fossem filhas e logo eles se tornam uma família, enquanto Macaco Loco decide ir embora da casa, uma vez que perdeu sua atenção de Utônio para as garotas.
Durante o primeiro dia de aula, as meninas aprendem a brincar de pega-pega e começam a brincar entre si, o que rapidamente se torna destrutivo quando elas usam seus poderes, acarretando numa perseguição entre elas por toda a cidade; as meninas voam pelo centro de Townsville, causando acidentalmente severos danos à cidade até que o professor as acalme. No dia seguinte, as meninas se tornam muito mal vistas pelos cidadãos de Townsville por conta da inadvertida destruição que causaram e Utônio é preso pela polícia, acompanhada pela população enfurecida, por ser o criador das meninas. Percebendo que usar seus poderes novamente apenas irritará ainda mais as pessoas da cidade, as meninas tentam voltar da escola a pé, uma vez que o professor está detido e não pode ir buscá-las. Elas se perdem em um beco e são atacadas pela Gangue Gangrena, mas são salvas pelo agora crescido Macaco Loco, cujo cérebro sofreu uma mutação causada pela explosão do Elemento X, dando-lhe superinteligência.
Planejando o domínio da cidade e se vingar do professor por substituí-lo pelas garotas, Macaco Loco ganha a simpatia das meninas dizendo que ele também é odiado por ter seus poderes. Loco convence as meninas a ajudá-lo a construir um laboratório e uma máquina movidos a Elemento X, que, segundo ele, farão ele e as meninas finalmente ganharem o respeito da cidade. Loco "recompensa" as garotas com um passeio ao zoológico de Townsville, onde ele secretamente implanta pequenos dispositivos de transporte em todos os primatas de diversas espécies do local como macaco-aranha, macaco-narigudo, babuíno, macaco de cauda longa, orangotango, gorila, etc. Naquela noite, Macaco Loco transporta os primatas do zoológico para o laboratório e usa sua nova máquina para injetá-los com o Elemento X roubado de Utônio, transformando-os em mutantes malignos como ele. Na manhã seguinte, depois que o professor é libertado da prisão, as meninas mostram a ele todo o "bem" que fizeram, apenas para descobrir a cidade sob ataque dos primatas. Macaco Loco, então, anuncia na frente de todos que as garotas foram suas ajudantes na construção de seu laboratório, o que prejudica ainda mais a reputação delas e causando decepção em Utônio, que se sente culpado por tê-las criado. Desanimadas e chocadas, as meninas se exilam para um asteroide no espaço sideral.
Macaco Loco anuncia sua intenção de governar o planeta, mas fica frustrado quando seus lacaios o desobedecem e inventam seus próprios planos de aterrorizar o povo de Townsville. Ao ouvir os gritos de Utônio do espaço, as meninas retornam à Terra e salvam os cidadãos, percebendo que podem usar seus poderes para combater os primatas. Depois que seu exército é derrotado, Loco injeta o Elemento X em si próprio e se transforma em um monstro gigante, dominando as garotas em uma intensa batalha. Rejeitando uma oferta de aliança de Loco para dominar o mundo, as garotas contra-atacam e o empurram de um arranha-céu assim que o professor chega com um antídoto para o Elemento X; num último instante, as meninas salvam o professor de ser esmagado pelo Macaco Loco, que cai bem em cima do frasco do antídoto deixado pra trás, fazendo o vilão voltar ao seu tamanho original, sendo finalmente derrotado.
As meninas se preparam para também tomarem o antídoto para acabar com seus poderes, planejando serem aceitas como meninas normais, contudo, o povo de Townsville protesta, pedindo desculpas por ter julgado mal as meninas e agradecendo-as por seus atos heroicos. Por insistência do prefeito, as meninas concordam em usar seus poderes para defender Townsville de seus crimes com a permissão do professor, tornando-se o amado trio de super-heroínas da cidade apelidado de "As Meninas Superpoderosas".

## Elenco
- Catherine Cavadini como Florzinha, a líder inteligente das Meninas Superpoderosas e obediente ao professor Utônio;
- Tara Strong como Lindinha, a mais doce, inocente e alegre das Meninas Superpoderosas;
- E. G. Daily como Docinho, a mais rude e impetuosa das Meninas Superpoderosas;
- Tom Kane como professor Utônio, o criador e pai das Meninas Superpoderosas; Kane também dublou o cachorro falante que as meninas salvaram no filme;
- Roger L. Jackson como Macaco Loco, um chimpanzé que sofreu uma mutação causada pela explosão do Elemento X, tornando-se o maior inimigo das Meninas Superpoderosas;
- Tom Kenny como o prefeito de Townsville; Keeny também fez o locutor do filme;
- Jennifer Hale como Sandy Keane, a professora da escola das Meninas Superpoderosas;
- Jennifer Martin como Sarah Belo, a secretária do prefeito.

## Produção
Ao desenvolver o filme, o criador e diretor da série, Craig McCracken, não queria que o filme apelasse exclusivamente para o público feminino infantil como o marketing sugeria, com jóias e colares sendo vendidos com as personagens estampadas neles. McCracken queria fazer um filme contando sobre o que as Meninas Superpoderosas realmente deveriam ser. McCracken disse que não havia diferença real ao dirigir um filme em comparação com um episódio de TV comum. Ele afirmou:
Quando fazemos o programa de TV, nós os vemos como mini-filmes. O show é realmente condensado, sempre se move e tem um nível de energia por causa da limitação de tempo, então minha primeira preocupação foi: vamos perder esse ritmo para uma formato longo? Mas, como se viu, o filme ainda se move no mesmo ritmo que o programa. Ainda tem esse sentimento distinto.
Durante a produção, McCracken foi originalmente incentivado pela Cartoon Network a fazer um filme mais ousado; ele comentou via Tumblr:
Quando começamos o filme, fui encorajado pela CN a fazer o filme para “rapazes de 25 anos”. Então aumentamos a seriedade e a ação e usamos mais comédia para o filme. Quando terminamos, houve uma mudança de regime na CN e os novos diretores do canal ficaram chateados por não termos feito um filme infantil colorido... Foi quando eles tiveram a ideia de tentar produzir animação para públicos mais maduros, Samurai Jack também fazia parte desse pensamento. Nós éramos uma espécie de porquinhos-da-índia para o que mais tarde evoluiria para o Adult Swim.
A animação do filme foi fornecida pela Rough Draft Studios, com animação adicional feita na Mercury Filmworks e na Munich Animation Film.

## Lançamento
O filme foi lançado nos cinemas dos Estados Unidos em 3 de julho de 2002. The Powerpuff Girls Movie estreou na televisão americana no Cartoon Network em 23 de maio de 2003.

### Mídia doméstica
O filme foi lançado na Região 1 nos formatos VHS e DVD em 5 de novembro de 2002 nos Estados Undos. O DVD incluía extras como cenas deletadas, bastidores e comentários em áudio. Apesar de terem sido produzidos na proporção de 1,85:1, tanto o DVD quanto o VHS estão disponíveis no formato 4:3, assim como a série original. O lançamento do DVD na Região 2 apresenta o filme em sua proporção original widescreen, mas omite o comentário em áudio, os recursos de bônus e também está no formato PAL.

## Recepção

### Resposta crítica
The Powerpuff Girls Movie recebeu críticas mistas a positivas de críticos. O filme recebeu uma classificação de aprovação de 63% no Rotten Tomatoes, com base em 103 críticas com uma classificação média de 6,14/10, com seu consenso dizendo: "Mesmo repetindo o estilo da série como se fosse um episódio comum, mas de duração maior, The Powerpuff Girls Movie ainda consegue ser muito divertido". No Metacritic, o filme alcançou a classificação 65/100, o que indica "críticas geralmente favoráveis".
Bob Longino, crítico do The Atlanta Journal-Constitution, elogiou o filme, escrevendo: "Os intrincados desenhos emanam um apelo futurista dos anos 50 como um cenário de David Hockney. O roteiro inspirado é pecaminosamente cínico e incrivelmente doce"; ele também chamou o filme de "uma das poucas criações americanas que são tanto cultura pop alegre quanto arte requintada". Nell Minow, do Common Sense Media, publicou uma resenha de The Powerpuff Girls Movie no site da organização; sua crítica descreve que o filme "não só é uma delícia para os fãs do programa, mas também sua emoção e senso de humor ininterruptos conquistam quase todo mundo", e deu ao filme quatro estrelas de cinco; no entanto, o filme recebeu algumas críticas leves por parte de sua violência, que muitos consideraram extrema demais para um filme de família. Roger Ebert fez uma crítica negativa ao filme, contestando o uso excessivo de violência e destruição do filme, dizendo que a animação era perturbadora demais para se assistir após os ataques de 11 de setembro. Richard Roeper também deu uma crítica negativa ao filme e o chamou de "esquisito e irritante".
O próprio Craig McCracken comentou seus próprios pensamentos sobre o filme. No documentário The Powerpuff Girls: Who, What Where, How, Why... Who Cares?, ele diz: "Em suma, talvez eu desejasse que o filme fosse um pouco mais tolo, um pouco mais leve, um pouco mais... não tão pesado o tempo todo". Em 2016, ele comentou em sua conta no Tumblr que, devido à produção do filme, ele não tem mais interesse em fazer filmes para o cinema.

### Desempenho comercial
Muitas crianças não foram [assistir o filme nos cinemas], principalmente garotos. Meninos que eram fãs da série não queriam dizer às pessoas que gostavam das Powerpuff por vergonha e, por isso, não compravam ingressos pro filme. Há uma segurança em assistir Powerpuff em casa se você for um menino.

Craig McCracken para o jornal The Grid, 2013
O filme estreou nos cinemas dos Estados Unidos em 3 de julho de 2002. Por causa da popularidade da série original da televisão, alguns analistas previram que o filme arrecadaria US$ 15 milhões no final de semana do feriado de 4 de julho. No entanto, Mekeisha Madden do jornal The News Tribune observou que o filme estava enfrentando uma forte concorrência contra filmes como Men in Black II e Lilo & Stitch: "A verdadeira questão, de acordo com alguns fãs e especialistas da indústria, é se o filme é ainda oportuno. Enquanto a série ainda está conquistando as crianças mais jovens, The Powerpuff Girls atingiram seu auge em popularidade com pessoas com mais de catorze anos no verão de 2000".
The Powerpuff Girls Movie arrecadou apenas US$ 6,1 milhões em seus primeiros cinco dias de lançamento, ficando em nono lugar nas bilheterias norte-americanas principalmente devido à concorrência forte de Men in Black II. Brandon Gray, um editor do site Box Office Mojo, afirmou: "uma coisa que não ajudou muito foi o fato de que em muitos dos cinemas o filme só estava disponível em sessões noturnas, alienando muitos dos fãs mais velhos do programa de TV". Em 26 de julho, o filme caiu para a 34ª posição no ranking de bilheteria dos Estados Unidos.
Em seu final de exibição teatral, o filme arrecadou apenas US$ 11,4 milhões no mercado interno e US$ 5 milhões no exterior para um total mundial de US$ 16,4 milhões contra um orçamento de US$ 11 milhões. Mike Lazzo (ex-vice-presidente sênior do Adult Swim do Cartoon Network) disse que o filme fracassou devido a uma má combinação de "negócios" (por conta de seu custo e data de lançamento) e "criatividade" (sendo "apenas bom" em vez de "genial"). O site Screen Rant listou o filme como um dos 25 filmes de menor bilheteria mundial da história.